# Julho (canção)
"Julho" é uma canção da cantora brasileira Daniela Araújo, lançada em julho de 2015 como o quinto single do álbum Doze, lançado em janeiro de 2017.[carece de fontes?]
A canção fez parte do projeto 'Eu Componho com Daniela Araújo', em que Daniela escreveu músicas a cada mês de 2015 conforme temas sugeridos pelos fãs e internautas. Em julho, o público sugeriu o tema "esperar em Deus". A composição e arranjo é de Daniela em parceria com seu irmão, Jorginho Araújo e, em quase um ano, alcançou 1 milhão de audições no YouTube.

## Faixas
1. "Julho" - 4:01

## Ficha técnica
Lista-se abaixo os profissionais envolvidos na produção de "Julho", de acordo com o encarte do disco.
- Daniela Araújo – vocais, composição, produção musical, arranjo
- Jorginho Araújo - produção musical, composição, arranjos, teclados, programações
- Willian Santos – baixo
- Jesse Passos – guitarras e violões em "Julho"
- Tarcisio Buyochi – bateria
- João Carlos Mesquita (Cuba) – mixagem
- David Lee – masterização